# Ledaña
Ledaña è un comune spagnolo di 1 662 abitanti situato nella comunità autonoma di Castiglia-La Mancia.